# (437822) 2015 DE165
(437822) 2015 DE165 es un asteroide perteneciente al cinturón de asteroides, descubierto el 6 de octubre de 2008 por el equipo Spacewatch desde el Observatorio Nacional de Kitt Peak (Arizona, Estados Unidos).